# Битолски вестник
„Битолски вестник“ (на македонска литературна норма: „Битолски весник“) е седмичник от Северна Македония, излизащ в Битоля, вторият по големина град в страната. „Битолски вестник“ е основан в 1964 година и е един от най-старите в Северна Македония. Главен редктор му е Менде Младеновски.